# История на евреите в Русия
Евреите в Руската империя в миналото представляват значителна общност – в края на XIX век в обширните територии на Империята живеят повече евреи, отколкото във всяка друга страна по света. Повечето еврейски общности в тези територии са ашкеназки, но има и значителни по численост други групи – планински евреи, сефаради, караити, кримчаки и други.
Присъствието на еврейско население в Европейска Русия може да се проследи до VII-XIV век, а първите документални свидетелства от Великото московско княжество са от 1471 година. При управлението на Екатерина II през XVIII век на евреите е забранено да живеят източно от Линията на уседналост, ограничавайки ги главно до днешната територия на Беларус, Литва, Полша и Украйна. Докато в през XIX век в Западна Европа евреите постепенно получават равни права с останалите граждани, в Руската империя дискриминацията срещу тях се засилва. Антисемитизмът се изостря особено при управлението на Александър III, съпътстван от продължили десетилетия вълни на антиеврейски погроми в различни части на страната. Между 1880 и 1920 година над два милиона евреи емигрират, главно към Съединените щати.
Хаотичният период на Гражданската война е съпътстван с нова антисемитска вълна, като през 1918 – 1922 година са избити около 150 хиляди евреи, главно в днешна Украйна. Относително толерантното отношение на болшевиките към евреите привлича много от тях към формиращия се тоталитарен режим, въпреки преследванията на юдаизма, ционизма и използването на иврит, като голям брой евреи заемат ръководни постове, особено в първите години на режима.:с. 83 По време на Втората световна война около 500 хиляди евреи са мобилизирани в Червената армия и 200 хиляди от тях загиват. Общият брой на загиналите във войната евреи, включително жертвите на Холокост в окупираните от Германия съветски територии, е над 2 милиона.
Със започналата либерализация на съветския режим в края на 80-те години над половината евреи напускат страната за Израел, Германия, Съединените щати и други. Въпреки това Русия е трета в Европа по численост на еврейското население след Франция и Великобритания.